# Pitohui
Pitohui és un gènere d'ocells de la família dels oriòlids (Oriolidae) endèmic de Nova Guinea. Un estudi del 2008, que va examinar la història evolutiva a partir de les seqüències genètiques, va descobrir que els ocells que abans s'agrupaven com a Pitohui incloïen ocells que no tenien res a veure entre si. Des de llavors s'han separat en altres gèneres.

## Descripció
Els Pithoui són de mida mitjana amb mesures corporals de 23 cm de llarg i un pes que no sol sobrepassar els 76 g. La diferència entre gèneres no es distingeix tan fàcilment.
Són omnívors de colors brillants. La pell i les plomes d'algunes de les espècies, especialment del pitouí variable i del bicolor, contenen poderoses neurotoxines alcaloides del grup de les batracotoxines (també produïdes per les granotes del gènere Phyllobates). Es creu que això els serveix com a defensa química contra simples paràsits i, de la mateixa manera, contra depredadors com ara serps, ocells més grossos i fins i tot humans, que són atrets pels seus vius colors.
Els ocells possiblement no produeixen la batracotoxina per si mateixos, sinó que és possible que l'obtinguin d'alguns escarabats del gènere Choresine, que són part de la dieta. A causa de la toxicitat, els habitants de Papua Nova Guinea els anomenen “ocells brossa”, ja que no poden ser ingerits; no obstant això, en una situació desesperada podrien ser consumits després de treure'ls totes les plomes i la pell i rostir la carn al carbó.
La dieta no només està conformada per escarabats, sinó també per fruits, llavors i petits invertebrats.
S'ha suggerit que els colors tan cridaners d'aquests ocells són exemple d'aposematisme (coloració d'advertiment): el pitouí bicolor té colors molt brillants, amb el ventre vermell maó i el cap negre intens. Per la seva banda, els dos pitouí variable que, com el seu nom implica, presenten formes molt diferents en una vintena de subespècies de diferents patrons de plomatge, en registren almenys dues que són molt semblants al pitouí bicolor, donant mostra així de mimetisme müllerià, en el qual espècies perilloses obtenen un avantatge mutu en compartir característiques que els possibles depredadors voldrien evitar i, per tant, ambdues es protegeixen.

## Taxonomia i sistemàtica
El gènere Pitohui va ser introduït el 1831 pel naturalista francès René Lesson. Lesson va ometre especificar l'espècie tipus, però aquesta va ser designada la pitouií variable septentrional per Richard Bowdler Sharpe el 1877. El nom del gènere és una paraula papua.
El nom de grup comú Pitohui inclou diverses espècies d'ocells que històricament es van classificar en el gènere Pitohui. Però ara s'han separat en tres famílies i múltiples gèneres. El gènere Pitohui en sentit estricte ara es col·loca a la família Oriolidae, mentre que els altres gèneres s'han col·locat a les famílies Oreoicidae i Pachycephalidae.

## Taxonomia
Segons la Classificació del Congrés Ornitològic Internacional (versió 15.1, 2025) aquest gènere està format per 4 espècies:
- Pitohui kirhocephalus - pitouí variable septentrional.
- Pitohui cerviniventris - pitouí de Waigeo.
- Pitohui uropygialis - pitouí variable meridional.
- Pitohui dichrous - pitouí encaputxat.